# Ales Michalevič
Ales (Alaksej) Anatolevič Michalevič nebo též Aljeś (Aljaksej) Anatoljevič Michaljevič (bělorusky Алесь (Аляксей) Анатольевіч Міхалевіч, * 15. května 1975 v Minsku v Běloruské SSR) je běloruský občanský a politický aktivista, kandidát na prezidenta Běloruské republiky v roce 2010.

## Životopis
Narodil se v Minsku v rodině vědeckých pracovníků Národní akademie věd Běloruska (tehdy Akademie věd BSSR). Studoval na matematické škole č. 19 v Minsku a Běloruském gymnaziálním lyceu.
V roce 1997 vystudoval právnickou fakultu Běloruské státní univerzity, obor politolog-právník. Během studia předsedal Unii běloruských studentů – občanské organizaci, která bránila práva studentů běloruských vysokých škol. Absolvoval stáže na Varšavské a Oxfordské univerzitě.
Po skončení studia v roce 1997 založil a vedl organizaci, která se zabývala studentskými výměnami a turistikou, díky které mohlo více než 2000 mladých lidí navštívit země západní a střední Evropy.
Od roku 2000 pracoval nejdříve jako zástupce ředitele a později jako generální ředitel společnosti SP Arkadyja, která působila v oblasti turistiky. Vzhledem k účasti ředitele společnosti na parlamentních volbách v roce 2004 se tato společnost stala cílem mnoha prověrek a inspekcí. Sedmá prověrka přiměla Alese Michaleviče k rozhodnutí opustit post generálního ředitele SP Arkadyja.
Od roku 2005 působil jako krizový manažer akreditovaný Ministerstvem hospodářství Běloruské republiky, v letech 2007–2008 jako právní konzultant Asociace vojenských invalidů z Afghánistánu, v letech 2008–2010 jako právník Běloruského nezávislého odborového svazu.
Ales Michalevič od dětství poslouchá rockovou hudbu (The Beatles, The Doors, Deep Purple; DDT; N.R.М, Кrама, Neuro Dubel). Je fanouškem dobré literatury, hraje squash a stolní tenis. Kromě rodného běloruského a ruského jazyka mluví plynně anglicky a polsky. Učí se německy a česky. Je vojákem v záloze Ozbrojených sil Běloruské republiky (neabsolvoval standardní vojenskou službu z důvodu krátkozrakosti středního stupně).[zdroj?]
Je rozvedený, otec dvou dcer (Lesja * 2000, Aljona * 2009).

## Politická aktivita
V letech 2004–2008 byl místopředsedou strany BNF (Běloruská lidová fronta). Po nominaci na post předsedy strany v roce 2008 a návrhu reformovat program byl ze strany vyloučen za veřejnou kritiku vedení.
Od roku 2003 do roku 2007 byl členem a tajemníkem místního zastupitelstva Puchavického okresu Minské oblasti. Současně byl vydavatelem novin Region (město Marina Horka, Minská oblast). Byl iniciátorem řady rozhodnutí týkajících se rozšíření pravomocí místní samosprávy.
27. ledna 2010 ohlásil začátek své kampaně ke kandidatuře na prezidenta Běloruska jako nezávislý kandidát. V březnu 2011 získal politický azyl v Praze.